# Andrea Bernini
Andrea Bernini (Reggello, 10 giugno 1973) è un allenatore di calcio ed ex calciatore italiano, di ruolo centrocampista.

## Carriera
Bernini arriva in Serie A indossando la maglia della Reggina per due stagioni, dal 1999 al 2001 (sono le uniche disputate da lui in massima serie), segnando anche due reti nello stesso incontro in un Reggina - Parma 2-0 ad un certo Gianluigi Buffon della stagione 2000-01).
Successivamente passa alla Sampdoria, dove resta per 2 stagioni in Serie B, conquistando nel 2002-03 la promozione in Serie A, che tuttavia non gli vale la conferma per la stagione successiva. Passa quindi al Napoli e poi al Perugia.
Nel 2005 è l'unico giocatore a rimanere nella società umbra dopo il fallimento, e dalla stagione 2005/2006, per 3 stagioni, fu il capitano del Perugia, in Serie C1.
A Perugia Bernini diventò l'idolo della tifoseria, in primis per essere stato l'unico giocatore rimasto nella squadra dopo il fallimento, e poi anche per la grinta e voglia che metteva in campo ogni volta che veniva chiamato in causa.
Nella stagione 2006-2007 arriva persino a segnare il gol vittoria nel derby tra Perugia e Ternana del 10 dicembre del 2006, episodio che lo renderà ancora più amato dai perugini.
La stagione 2007-2008 si rivela per il capitano una stagione molto difficile: infatti non riesce a trovare spazio, e colleziona solo 11 presenze.
Nel mercato di gennaio viene ceduto quindi al Lecco, sempre in Serie C1, ma nell'altro girone, col quale a fine stagione retrocede in C2 (ma poi ripescato in C1) dopo la sconfitta ai playout contro la Paganese.
Nell'estate 2009 viene ingaggiato dalla Sangiovannese in Lega Pro Seconda Divisione.
Dopo essere rimasto svincolato al termine della stagione 2010-2011, il centrocampista scende di categoria per giocare con la Castelnuovese, squadra militante nell'Eccellenza Toscana dichiarando di non aver ancora intenzione di abbandonare l'attività agonistica.
Dopo due stagioni con la Castelnuovese decide di ritirarsi. Il 5 giugno 2013 diviene il nuovo tecnico del Figline.
Nel marzo 2016 segue Fraschetti (suo ex allenatore alla Sangiovannese) come vice-allenatore al Cuneo dove rimane fino al termine del campionato.
Nell'estate 2016 diventa allenatore della Sangiovannese in Serie D, restando in carica fino al 23 febbraio 2017 quando viene esonerato.